# Tintin et l'Alph-Art
Pour le pastiche, voir Tintin et l'Alph-Art (Yves Rodier).
 (décembre 2008).
Tintin et l'Alph-Art est le vingt-quatrième et dernier album de la série de bande dessinée Les Aventures de Tintin, créée par le dessinateur belge Hergé.
Depuis la parution de Tintin et les Picaros, le tome précédent, plusieurs scénarios ont été envisagés par Hergé. Parmi eux, la production d'un album sans fil conducteur, que le lecteur pourrait commencer à n'importe quelle page et sans grande action particulière. L'idée a finalement été abandonnée devant l'importante charge de travail causée par l'album et le choix de Hergé s'est porté alors sur une histoire qui plonge le reporter dans le milieu de l'art.
Alors qu'il enquête sur l'assassinat du propriétaire d’une galerie d’art, Tintin découvre un trafic de faux tableaux étroitement lié à une secte à laquelle la diva Bianca Castafiore a adhéré, mais il se retrouve pris au piège et menacé d'être transformé en sculpture. Cette histoire a la particularité de n'avoir aucune fin officielle. Hergé a mis plusieurs années à travailler sur le livre jusqu'à sa mort en 1983 et aucun élément n'a permis de déterminer la fin du scénario voulue par le dessinateur. L'album est malgré tout sorti pour la première fois en 1986 par Casterman en association avec la Fondation Hergé, puis réédité à l'occasion des 75 ans du jeune reporter en 2004, avec l'apparition de nouvelles ébauches de travail.

## L'histoire

### Intrigue établie
L'histoire commence dans le domaine de Moulinsart, tandis que le capitaine Haddock est en train de faire un cauchemar. Alerté par ses cris, Tintin arrive à la rescousse. Le Capitaine lui explique alors qu'il a rêvé que le rossignol milanais lui apportait son « petit déjeuner » composé d'un whisky Loch Lomond qu'il n'arrive plus à supporter à la suite du traitement que le professeur Tournesol lui a infligé dans Tintin et les Picaros.
Le téléphone se met à sonner : Bianca Castafiore en personne, de retour de Los Angeles, leur annonce qu'elle compte passer au château. Le capitaine décide de s'enfuir en ville et, y voyant arriver la cantatrice, se cache dans une galerie d’art où sont exposées les œuvres de Ramo Nash — le créateur d'un concept artistique appelé l’Alph-Art, qui repose sur des représentations des lettres de l’alphabet en plexiglas. Bianca entre finalement dans la galerie et, sur les conseils de l'artiste, parvient à convaincre le capitaine d'acheter une sculpture en forme de H. Ramo est accompagné de M. Fourcart, le propriétaire de la galerie, qui, ayant reconnu le capitaine, discute avec celui-ci. Le soir, M. Fourcart téléphone au jeune reporter et lui propose un rendez-vous le lendemain, en fin d'après-midi, mais ne sera finalement pas présent sur les lieux au moment convenu. Pendant ce temps-là, un expert du domaine des arts, Jacques Monastir, disparaît mystérieusement près des Îles Sanguinaires, dans le golfe d'Ajaccio, en Corse. L'émir Ben Kalish Ezab, également en déplacement en Europe, a l'intention de créer un musée d'art ayant l'apparence d'une raffinerie, à l'instar du Centre Beaubourg, à Paris.
Le lendemain du rendez-vous, la presse annonce la mort de monsieur Foucart, des suites d'un accident de voiture. Ayant décidé de mener l'enquête, Tintin questionne mademoiselle Martine, l’hôtesse de la galerie, et enregistre l'échange sur un magnétophone. Il interroge ensuite le garagiste. Ce dernier évoque une petite tache d’huile et indique au reporter que l'accident s'est déroulé entre Leignault et Marmont, au bord de la Douillette, rivière dans laquelle est tombée la voiture du défunt. Sur place, Tintin découvre qu'une voiture a fait une queue de poisson pour obliger un autre véhicule à s'arrêter. Après avoir constaté la présence d'une longue tache d’huile sur la chaussée, il est pourchassé par une Mercedes noire, fort heureusement sans succès. Le journaliste commence alors à envisager l'hypothèse d'un crime maquillé en accident. Ceci se confirme lorsqu'il trouve à terre un pistolet-mitrailleur, abandonné par les deux occupants de la Mercedes. Tintin soupçonne mademoiselle Martine d'être à l'origine de la poursuite.
Après avoir à nouveau questionné l’hôtesse, il découvre une affiche annonçant une conférence du mage Endaddine Akass, une photo de l'intéressé portant à son cou le même bijou que mademoiselle Martine, également présente ce soir-là. Ce bijou en or est en réalité une autre œuvre de Ramo Nash. Le lendemain, Tintin annonce à l’hôtesse qu'il se rend dans l'usine de Fréaux. Une fois sur place, il est surpris par trois malfaiteurs, dont l'un parvient à l'assommer. Après s'être réveillé dans un lit d’hôpital, le héros sort le lendemain et se dirige vers l'immeuble abritant la galerie pour en questionner les occupants. Il tombe sur l'assistant du mage. Le jour suivant, il est de nouveau pris en chasse par des malfaiteurs en voiture, ce qui le pousse à enquêter plus en détail sur cet Endaddine Akass.

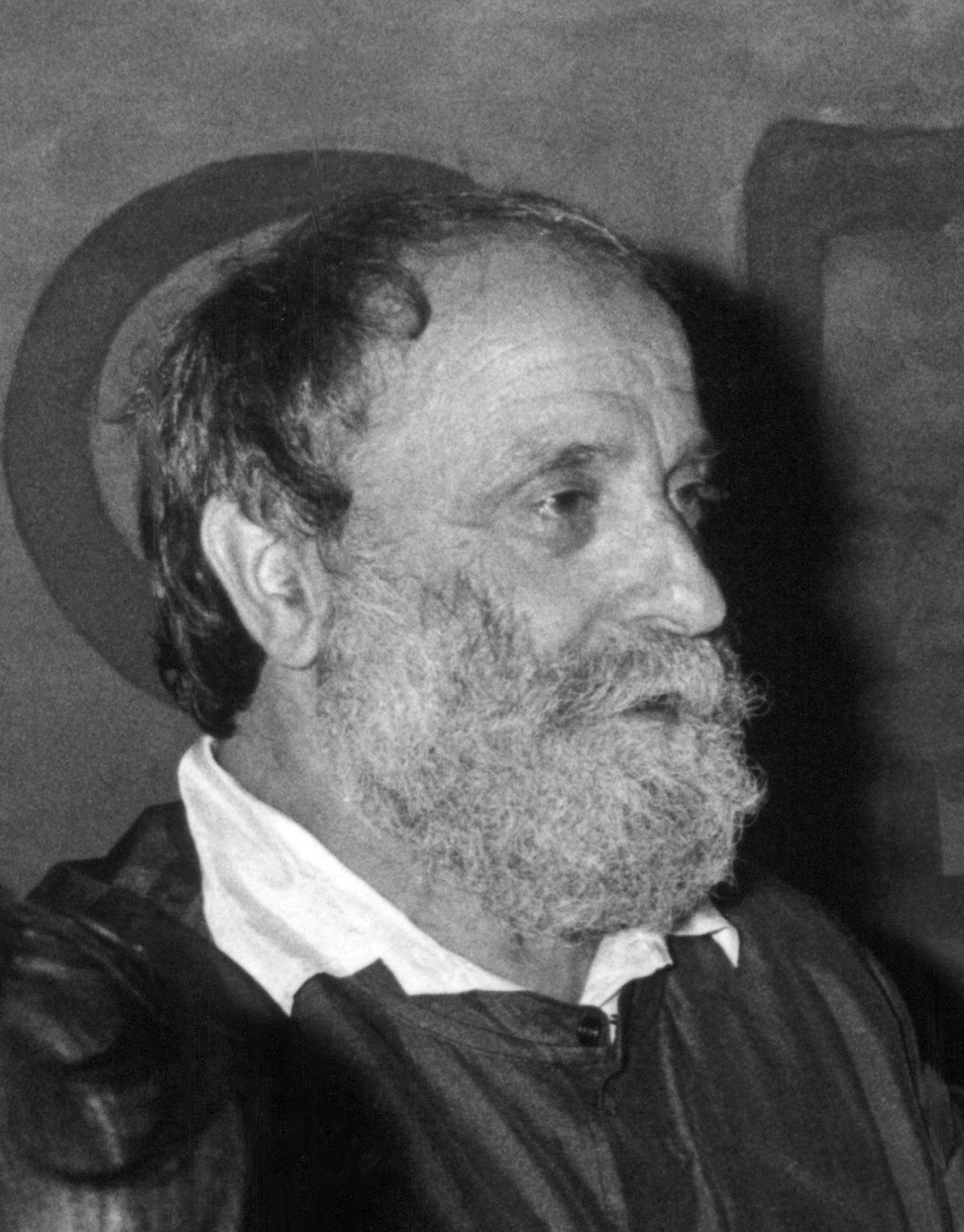
À la fin du brouillon, Tintin risque d'être transformé en sculpture de César.

En compagnie du capitaine, il se rend à l'île d'Ischia, et plus précisément à la villa del Signor Endaddine Akass où il retrouve Ramo Nash en compagnie d'une autre femme. Le jeune reporter souhaite se rendre dans cette demeure, mais un coup de téléphone anonyme lui conseille de quitter l'île au plus vite. Un nouveau coup de fil retentit : il s'agit de Bianca Castafiore qui souhaite inviter à une réception le jeune journaliste et son ami, le marin barbu, en compagnie d'Endaddine. Tintin accepte. Après la fête, Tintin, qui est logé dans la villa, est réveillé par des bruits de camionnettes. Étonné, il décide d'explorer la villa. C'est alors qu'il découvre un trafic de faux tableaux étroitement lié à cette étrange secte, et se retrouve pris au piège par Endaddine. Ce dernier avoue être à l'origine des meurtres de Monsieur Foucart et de Jacques Monastir, des experts d'art qu'il avait contactés pour authentifier ses faux tableaux. Sauf que le premier a refusé, menaçant de dénoncer son trafic et le second a tenté de le faire chanter. C'est alors que le mage décide de faire couler du polyester liquide sur Tintin, afin de l'emprisonner dans une fausse œuvre — une « expansion » ou une « compression » — du sculpteur César, qui pourrait s'intituler « Reporter » et faire authentifier celle-ci par un nouvel expert, le célèbre Zolotas. Le récit s'interrompt au moment où le héros est conduit à son supplice, l'arme du gourou braquée dans le dos.

### Endaddine Akass, un nouveau personnage?
Le mage Endaddine Akass fait partie des clés de l'intrigue d'Hergé. Son nom veut dire littéralement : « et ça dans ton armoire ! » en dialecte bruxellois, ce qui signifie, dans une joute verbale, « ça t'en bouche un coin ! » Ce personnage mystérieux, également magnétiseur et gourou dont la Castafiore fait mention au début de l'histoire, fait officiellement son apparition à la page 22. Il est à l'origine de ce trafic de faux tableaux de maîtres de l'art que Tintin découvre dans les dernières esquisses. Selon Hergé, il confie ce travail à Ramo Nash, créateur de l'Alph-Art, qui acquiert un atelier de fabrication à la chaîne de ces faux tableaux. Ces derniers seront vendus dans le futur musée de l’émir Ben Kalish Ezab avec de faux certificats d'authenticité.
L'un des plus grands fraudeurs du marché de l'art de la seconde moitié du XXe siècle, Fernand Legros, a été une source d'inspiration pour ce personnage.
Ce personnage rappelle cependant quelque chose à Tintin tout au long de cette « aventure ». Ses gestes, sa voix lui sont familiers. La seule piste existante provient des planches retrouvées et publiées dans la version de 2004. Elles révèlent que l'identité réelle du mage est Roberto Rastapopoulos. Les deux personnes se retrouvent de nouveau face à face deux albums après Vol 714 pour Sydney où Tintin se retrouvait piégé dans une île indonésienne.

### Les personnages secondaires
Des personnages plus secondaires font également leur apparition :
- Fleurotte : garagiste de Fourcart ;
- Marcel Fourcart : expert d’art ;
- Thomas d’Hartimont : journaliste ;
- Madame Laijot : comptable de la galerie Fourcart ;
- Madame Tricot : veuve vivant dans le même immeuble que Thomas d’Hartimont ;
- Martine Vandezande : secrétaire et hôtesse d'accueil de la galerie Fourcart.

## Création de l'œuvre

### Contexte d'écriture

#### Passion d'Hergé pour l'art moderne

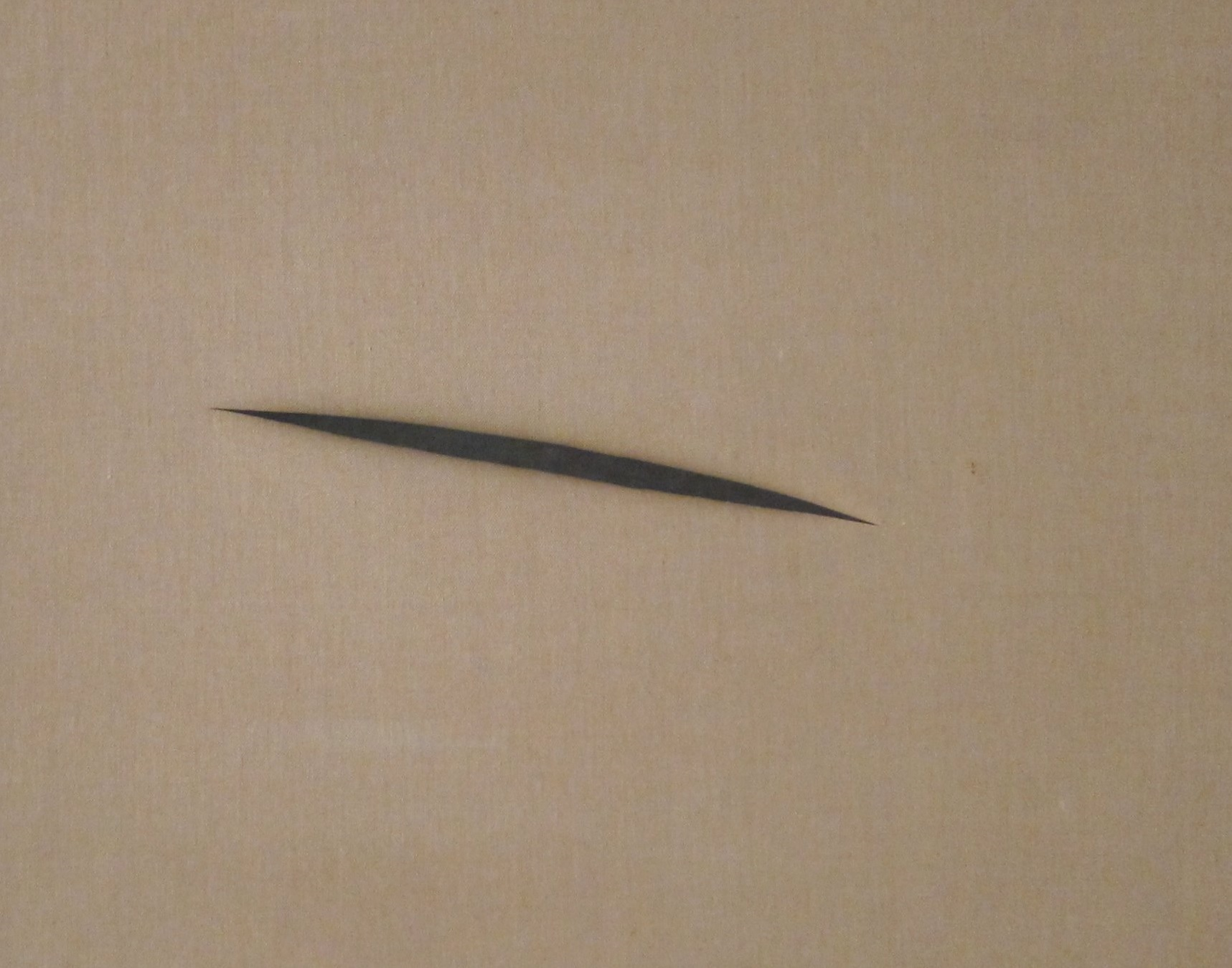
Passionné d'art moderne à partir des années 1960, Hergé entame une riche collection comprenant notamment des toiles griffées de Lucio Fontana.

Vers 1957, Hergé se passionne tardivement, à la cinquantaine, pour l'art moderne et contemporain. Cet intérêt surgit brutalement chez lui, comme une crise. Marcel Stal, ami de son frère Paul Remi, ouvre en 1960 une galerie d'art sur l'avenue Louise, à deux pas des Studios Hergé,,. Hergé soutient financièrement l'ouverture de la galerie Carrefour, et la fréquente régulièrement entre 1965 et 1980. Il y côtoie des artistes, collectionneurs, marchands et critiques d'art, les débats autour des nouvelles œuvres sont nombreux et enrichissants, et il se lie d'amitié avec le critique Pierre Sterckx, à qui il demande de lui enseigner les bases de l'histoire de l'art. Hergé devient un amateur d'art moderne curieux et érudit, et un collectionneur avisé. Ses styles de prédilection sont l'art abstrait, ainsi que le pop art et le Minimal Art américains. Il s'intéresse aussi à l'art conceptuel.
Au début des années 1960, encouragé par Robert Poulet, il s'essaie lui-même à la peinture en cachette, d'abord à la figuration puis à l'abstraction, aidé du peintre abstrait Louis Van Lint pour professeur,,. Il livre 37 toiles presque toutes aux compositions abstraites très influencées par Joan Miró, Paul Klee, Serge Poliakoff ou Van Lint,,. Les rares proches et amateurs d'art qu'il a tenus au courant de son activité ne l'encouragent pas à poursuivre dans la peinture. Hergé abandonne rapidement, insatisfait du résultat,,. Il aurait aimé à l'avenir exposer ses œuvres, mais l'avis du conservateur Leo Van Puyvelde et d'autres l'ont découragé. Il ne voulait pas se résigner à demeurer un « peintre du dimanche », qui ne peindrait que pour lui-même. Pierre Sterckx reconnaît que ses œuvres sont toutes « de bonne facture, mais n'apportant rien à la peinture contemporaine ».

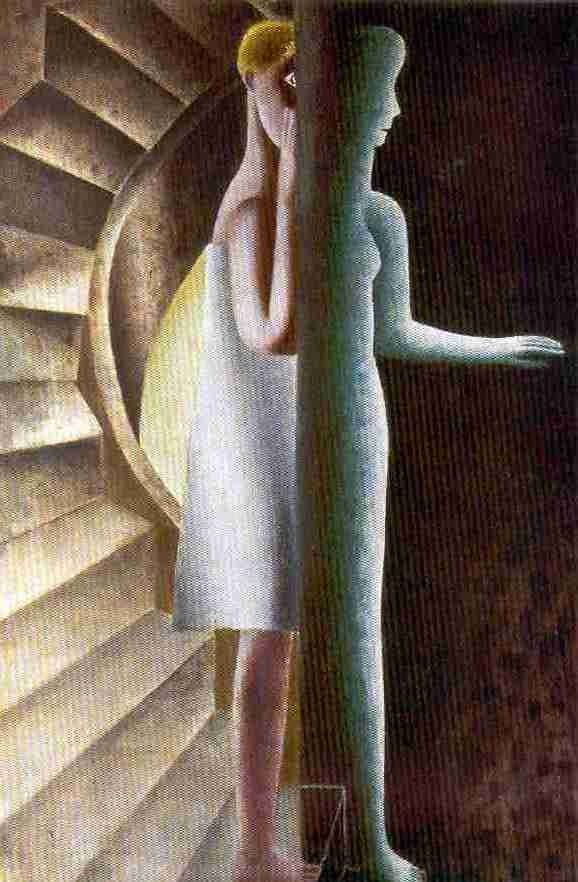
Hergé accroche dans son bureau des Studios Hergé L'Ombre de Frits van den Berghe, acquis en 1961 à la galerie Carrefour.

Jusqu'alors adepte d'un art plus traditionnel — ornant un mur de son bureau d'une reproduction d'un dessin de Hans Holbein le Jeune —, Hergé réunit désormais pour sa résidence ou les locaux des Studios Hergé une riche collection d'œuvres récentes ou avant-gardistes, avec L'Ombre de Frits van den Berghe, une reproduction d’Intérieur hollandais I de Joan Miró, quatre des Concetto spaziale, Attese de Lucio Fontana, une sculpture abstraite de Miguel Berrocal, une peinture de Jean Dewasne, des conceptions minimalistes de Frank Stella, plusieurs tableaux de Serge Poliakoff, trois sérigraphies de la cathédrale de Rouen par Roy Lichtenstein, une peinture d'Auguste Herbin, un nu de Tom Wesselmann, une peinture de Jean Dubuffet, un long tableau de Kenneth Noland, et commande en 1977 son portrait en quatre exemplaires à Andy Warhol. La dernière œuvre qu'il achète, en 1982, est une mosaïque de polaroids de Stefan de Jaeger. Inconstant, Hergé s'entiche de nombreux artistes, collectionnant leurs œuvres, puis peut finir par les bouder totalement.
Dans les albums des Aventures de Tintin qu'il publie dans la même période, Hergé laisse parfois transparaître cette passion. En 1957, les nouvelles pages de garde des albums comportent, parmi les portraits de personnages, une toile de style moderne évoquant Haddock. La grande vignette où Tintin se réveille en sursaut dans Tintin au Tibet semble influencée par la composition d’Intérieur hollandais I de Miró. De discrets tableaux contemporains sont crochetés aux murs de l'hôtel Excelsior dans Coke en stock (et un Picasso dans le yacht de Rastapopoulos), de même que des peintures et une sculpture encore plus visibles dans le San Theodoros de Tintin et les Picaros. Le dessinateur livre une représentation peu flatteuse du monde de l'art dans Vol 714 pour Sydney, où le milliardaire Laszlo Carreidas ne s'intéresse qu'à la valeur financière de l'art en tant que moyen d'affirmer sa puissance et sa domination, notamment en n'acceptant d'acheter des tableaux de grands maîtres uniquement pour supplanter son rival Aristote Onassis,.

#### Hergé et son héros à la fin des années 1970
À l'été 1978, Hergé annonce avec enthousiasme à son secrétaire particulier Alain Baran se lancer dans une nouvelle histoire de Tintin, qui « va revivre une aventure comme à la belle époque ». Selon Baran, il lui présente son idée comme un retour à l'aventure des premiers albums et semble avoir retrouvé une certaine vitalité, une force créatrice et la joie de faire vivre Tintin.
Hergé élabore le scénario seul, restant très secret sur l'évolution de son travail, même auprès de ses collaborateurs les plus proches.

### Une aventure inachevée

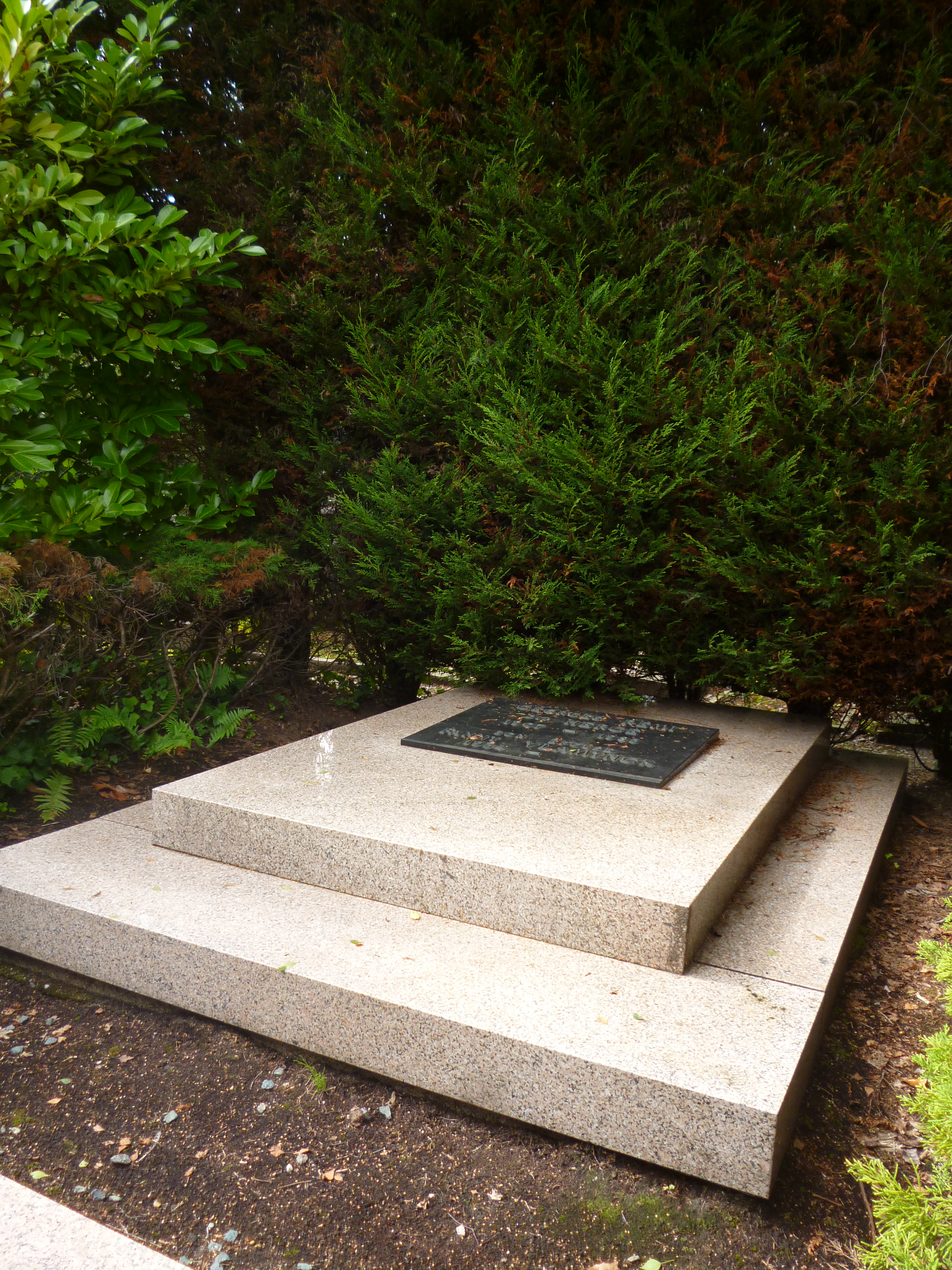
La tombe d'Hergé au cimetière du Dieweg, à Uccle.

Cette ultime aventure n'a jamais été terminée, car plusieurs événements occupent le dessinateur et il manque de temps pour la conception de l'album : la présidence du jury du festival international de la bande dessinée d'Angoulême en janvier 1977 ; la cérémonie de remise de l'Ordre de la Couronne par Baudouin de Belgique à la fin 1978, la commémoration du cinquantième anniversaire des aventures de Tintin en 1979 et la dégradation de son état de santé durant les années 1980 qui l'emportera le 3 mars 1983.
En 1986, Casterman publie un album comportant deux cahiers parallèles : l’un réunit une large sélection des notes et esquisses d’Hergé, l’autre présente une transcription aussi lisible que possible. La dernière esquisse est composée en dernier plan d'une suite incomplète de quatre cases. Plus de la moitié de la feuille était vide et la dernière case de cet album montre Tintin, menacé par un pistolet, conduit vers un lieu où l’un de ses ennemis veut le couler en statue abstraite, une œuvre qui sera vendue à un musée et qui, selon le mage, s'intitulera « Reporter ».

De plus, en décembre 1982, au cours de sa dernière interview, le dessinateur déclare : 

« Je ne peux malheureusement pas dire grand-chose de cette future Aventure de Tintin, parce qu'il y a trois ans que je l'ai commencée, que j'ai peu le loisir d'y travailler et que je ne sais pas encore comment l'histoire va évoluer. »

La réédition de l'album le 10 janvier 2004, à l’occasion des 75 ans de la première apparition de Tintin dans une bande dessinée publiée, a cependant permis de retrouver dans les archives de Hergé de nouvelles « pages » qui montrent l'avancée du synopsis. Si aucune indication ne précise comment Tintin parviendra à s’échapper, plusieurs hypothèses sont émises : un trou caché au-dessus du mur de la pièce, ou l'intervention de Milou qui parvient à ronger les liens du reporter ou encore de Haddock, Tournesol, ou un tout autre personnage.
Elles évoquent également d'autres pistes pour l'intrigue qui plongent Tintin à nouveau dans le trafic de drogue. Lors de sa rencontre avec Ramo Nash, Archibald Haddock éprouvera un attachement particulier envers l'artiste qui, par la suite, se ressentira dans son vocabulaire, ses habitudes et sa manière de s’habiller : achat de sculptures et de peintures, pratique de la guitare, etc.. C'est finalement le professeur Tournesol qui permettra au capitaine de retrouver son caractère de l'ancien temps, et notamment le goût du whisky. Mais à la suite des essais, le capitaine perd sa chevelure et sa barbe. Hergé souhaitait que le professeur redevienne l’inventeur aux multiples catastrophes, comme dans L'Affaire Tournesol.
La longue gestation de Tintin et les Picaros, étalée sur douze ans et un millier de feuillets, laisse à penser que Tintin et l'Alph-Art aurait peut-être à son tour connu un scénario bien différent, aux nombreux changements, par rapport aux premières esquisses qu'a laissées Hergé, s'il avait eu le temps de terminer l'aventure jusqu'à en être totalement satisfait,. C’est pourquoi l’Alph-Art « [n’] est [pas] une aventure de Tintin ».

### Sources d'inspiration

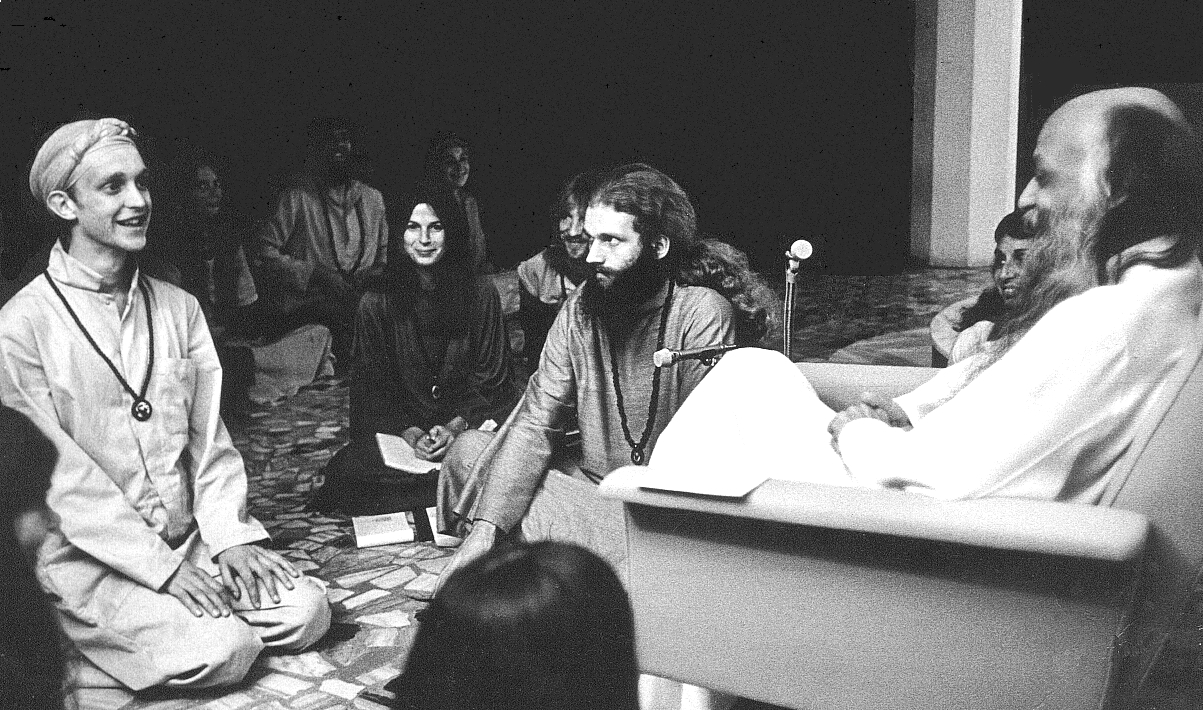
Le gourou indien Rajneesh et un groupe de fidèles, à Poona en 1977.

Le milieu des années 1970 est le début d'un mouvement antisectes plus vaste en Europe occidentale, notamment avec la création du réseau Cult Awareness Network. En novembre 1982, le magazine Paris Match consacre dans son édition un article sur le gourou indien Bhagwan Shree Rajneesh, fondateur d'un mouvement sectaire appelé la « méditation dynamique ». Hergé s'inspirera notamment d'une photo où l'on voit ce maître spirituel et ses fidèles portant collier.
Concernant le trafic de faux tableaux, Hergé a retracé l'histoire de Fernand Legros, un grand marchand d'art américain d'origine française connu pour la vente de faux tableaux, notamment un Toulouse-Lautrec au cours de l'année 1963. Hergé a lu sa biographie parue en 1976, Tableaux de chasse ou la vie extraordinaire de Fernand Legros de Roger Peyrefitte. L'artiste, par la suite, fait l'objet de nombreuses plaintes en justice et est condamné, en 1979, à deux ans de prison ferme. Les portraits préparatoires d'Endaddine Akass montrent une similitude entre ce dernier et le chapeau, la barbe et les lunettes de soleil de l’escroc.
Les études d'Hergé pour l'allure du personnage évoquent aussi l'apparence d'Orson Welles dans son semi-documentaire Vérités et Mensonges, traitant aussi du marché de l'art et des faussaires, et montrant Elmyr de Hory.
L'expert d'art Marcel Fourcart est inspiré du galeriste Marcel Stal, ami d'Hergé. Le personnage reprend son prénom et son nom vient du lieu d'exposition de Stal, la galerie Carrefour, les syllabes étant inversées. Hergé lui confère aussi des tics de langage de Stal (« hem ! hem ! ahem ! ahem ! »). D'ailleurs, en recherche permanente, Hergé pense, dans les marges de ses notes, à d'autres noms pour le personnage, dont « Dacier » (l'acier se dit « stahl » en allemand).
La secrétaire de Foucart, Martine Vandezande, ressemble à la chanteuse Nana Mouskouri, de par ses lunettes et sa chevelure. Selon Philippe Goddin, le personnage évoque Yvonne Mertens, secrétaire de Marcel Stal,. Hervé Springael dans la revue Les Amis de Hergé avance que l'inspiration — le nom, la silhouette, les lunettes et le caractère — viendrait plutôt de Jacqueline van den Branden, qui dans les années 1970 a remplacé son mari Baudoin gravement malade à son poste de secrétaire d'Hergé.
Dans les esquisses parues, le personnage de la comptable de la galerie Fourcart est nommé Mme Laijot — mais Hergé pensait aussi à Mme Vilinjot, Mme Bojot ou Mme Bellame. Or ce personnage brocarde la coloriste de longue date des Studios Hergé, Josette Baujot,. En effet, dans le scénario, la comptable, s'insurgeant d'être soupçonnée, déclare « Il y a vingt-cinq ans que je suis ici, à travailler comme une esclave ! J'ai usé mes yeux au service de cette maison. » — une plainte récurrente de la coloriste, d'ailleurs moins appropriée pour une comptable. Par cette caricature, Hergé prend sa revanche sur son ancienne coloriste qui, peu après avoir quitté les Studios Hergé, avait livré une interview amère à Sud Ouest.

## Parution et postérité

### Controverse sur le destin de l'album

#### Débats et conflits autour de la poursuite de l'œuvre de Hergé
Dès le décès d’Hergé en 1983, l’Alph-Art devient sujet à débat parmi ses collaborateurs.
Hergé a affirmé à plusieurs reprises, notamment à Numa Sadoul, qu'il ne souhaite pas que son œuvre soit poursuivie par un autre. Le dessinateur explique qu'il existe des centaines de milliers de choses que ses collaborateurs ne peuvent pas faire sans son aide, déclarant notamment : 

« Mais faire vivre Tintin, faire vivre Haddock, Tournesol, les Dupondt, tous les autres, je crois que je suis le seul à pouvoir le faire : Tintin, c'est moi, comme Flaubert disait : « Madame Bovary, c'est moi ». Ce sont mes yeux, mes sens, mes poumons, mes tripes… Je crois que je suis seul à pouvoir l'animer, dans le sens de donner une âme. C'est une œuvre personnelle, au même titre que l'œuvre d'un peintre ou d'un romancier : ce n'est pas une industrie. Si d'autres reprenaient Tintin, ils le feraient peut-être mieux, peut-être moins bien. Une chose est certaine, ils le feraient autrement et, du coup, ce ne serait plus Tintin ! »

Numa Sadoul lui-même tempère les affirmations fondées sur les déclarations d'Hergé lors de ses entretiens avec lui : selon Sadoul, Hergé ne fait pas référence à la poursuite de l'œuvre après sa mort mais plutôt au contexte dans lequel il est plongé. Il parlerait alors de la possibilité de laisser la création des Aventures de Tintin de son vivant à d'autres, notamment ses collaborateurs des Studios Hergé, qui lui font plusieurs fois la proposition, à une époque où il prend du temps à lancer de nouveaux albums, traînant depuis des années sur le futur Tintin et les Picaros.
Fanny Remi affirme néanmoins que son mari a bien exprimé sa volonté que Les Aventures de Tintin s'achèvent à sa mort. Elle considère quoi qu'il en soit « qu'une œuvre appartient uniquement à son auteur », raison pour laquelle seul celui-ci peut la faire vivre. D'ailleurs, en 2004, questionnée sur les reprises à succès d'autres classiques de la bande-dessinée, elle répond considérer que « chaque créateur est unique et que reprendre une œuvre, c'est toujours faire une copie. C'est encore plus évident avec Hergé : il y a une telle force dans ce qu'il dessinait ! Personne ne pourrait ressusciter ça. Ce serait en quelque sorte un faux en écritures ». Dès lors, en suivant cette décision, les ayants droit se donnent comme lourde contrainte de faire vivre l'œuvre, de la promouvoir et la perpétuer, malgré l'absence de nouveauté.

#### Hésitations autour de l'achèvement du projet

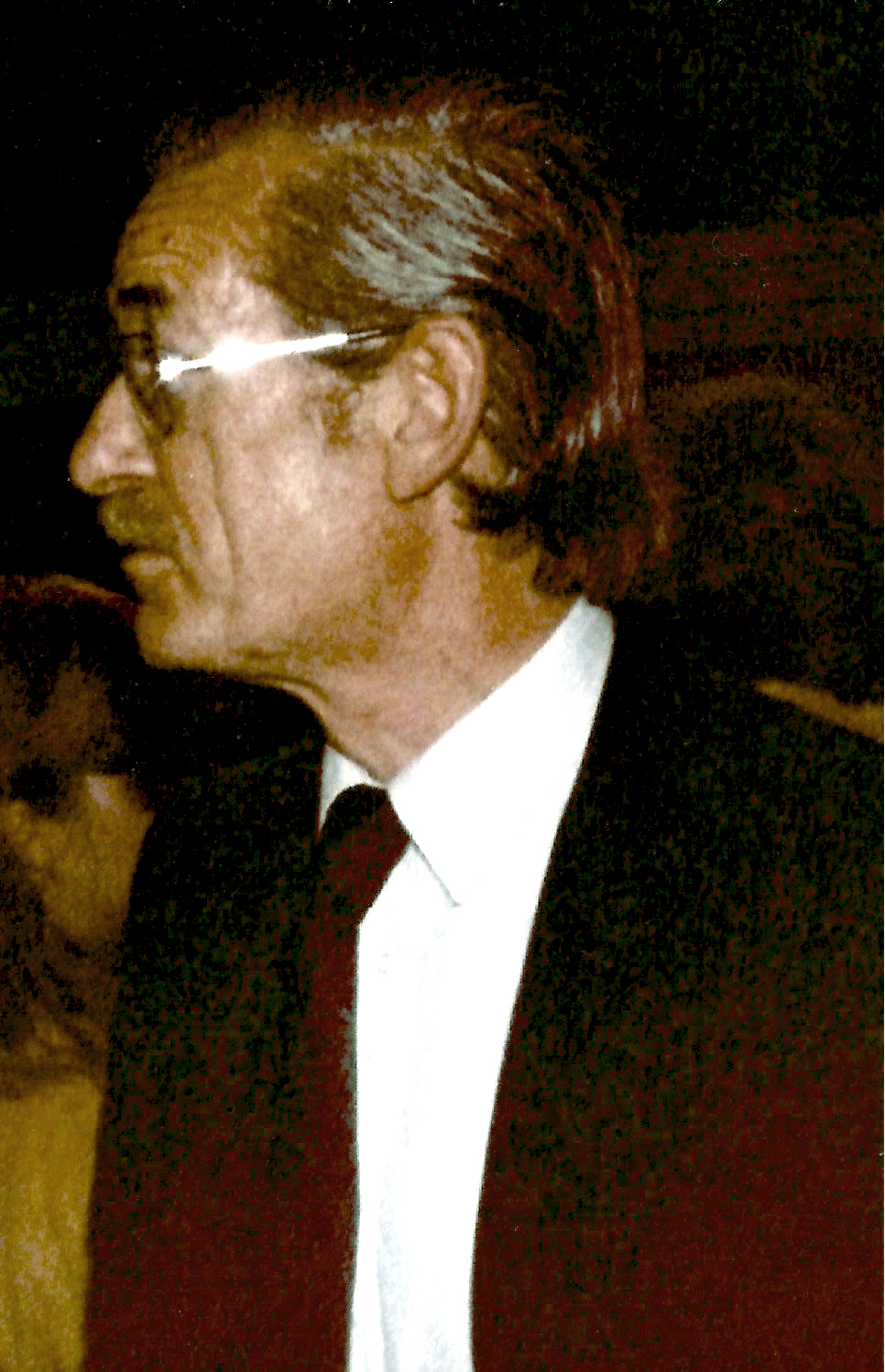
Bob de Moor voulait continuer Tintin et l'Alph-Art que Hergé a laissé à l'état d'ébauche.

Mais de nombreux collaborateurs de Hergé rêvent que le personnage de Tintin soit repris. Parmi eux, Bob de Moor est capable d’imiter remarquablement les dessins du maître. Il espère au moins terminer cette aventure de Tintin dont Hergé et lui sont convenus qu'ils l'achèveraient ensemble. Après hésitation, Fanny Rodwell, seconde épouse du dessinateur depuis fin 1950, devenue la légataire universelle, lui transmet les documents. Hergé gardant jalousement secret son travail avant d'entamer les crayonnés, Bob de Moor ne découvre qu'à ce moment-là, et avec surprise, toute l'étendue de la réflexion de l'auteur sur cette aventure, mais aussi la maigreur du scénario établi. Le scénario doit être achevé, car l’histoire n’a pas de fin, et même la partie déjà écrite devrait être améliorée et remise en ordre. Finalement, Fanny renonce à faire achever Tintin et l'Alph-Art par De Moor sur le conseil de quelques proches, notamment Benoît Peeters et Pierre Sterckx, frappés par cet inachèvement profond du scénario et l'absence de concrétisation graphique, hormis pour les trois premières pages.
Pierre Sterckx révèle au grand public l'existence de l'aventure dans un article dans Les Cahiers de la bande dessinée en octobre 1984,, ce qui crée un désir de la connaître chez les tintinophiles.

### Travail éditorial et publications

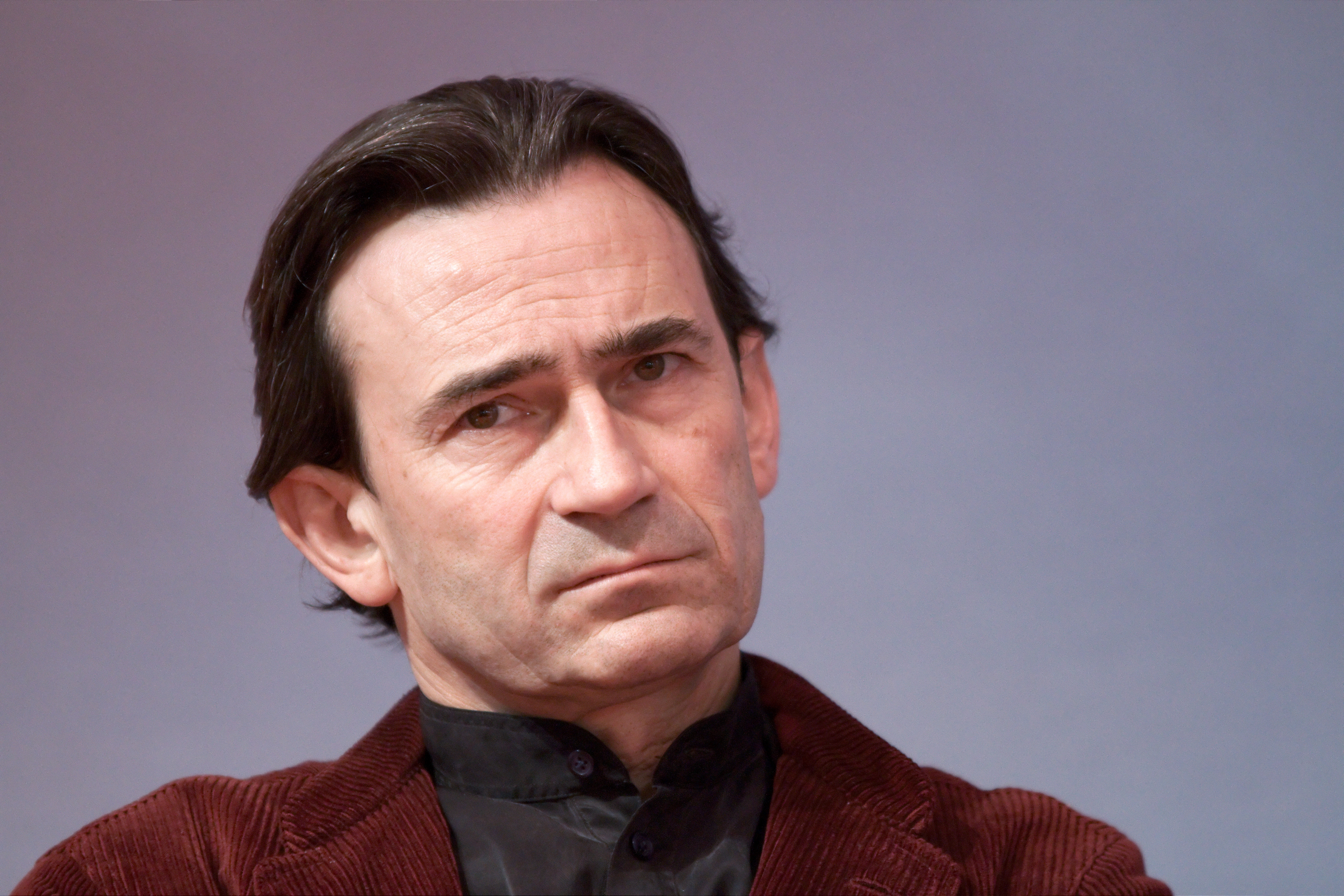
Benoît Peeters, spécialiste d'Hergé, décrypte et met en ordre les notes et esquisses préparatoires à Tintin et l'Alph-Art pour l'édition d'un album.

Malgré l'inachèvement de l'aventure, l'attente du public est forte et Fanny Remi décide de publier les croquis et esquisses d'Hergé tels quels. Le paquet de notes et d'esquisses rattachées au travail sur Tintin et l'Alph-Art est confié à Benoît Peeters, chargé de le transcrire. Il doit notamment remanier les dialogues, de nombreuses phrases étant inachevées ou imaginées en plusieurs variations. Les ayants droit et l'éditeur ont décidé d'en tirer une édition accessible et lisible par un large public. Avec les diverses pistes, et en sélectionnant parfois parmi les variantes d'une même planche, Peeters parvient à établir un récit « à peu près cohérent », étalé sur quarante-deux planches, « dans un ordre plausible, au prix de quelques simplifications ». Le jeune hergéologue propose d'y ajouter après le récit une partie résumant toutes les autres pistes envisagées par Hergé, non retenues, ou contradictoires, pour livrer l'ensemble de son travail préparatoire sur l'aventure. L'éditeur refuse, de crainte de faire un ouvrage trop complexe, et supprime cette partie. Alain Baran confie la conception graphique de l'album au Studio Totem de Jean-Manuel Duvivier, qui travaille avec Michel Bareau, maquettiste de Casterman.
Tintin et l'Alph-Art paraît chez Casterman dans un luxueux album en octobre 1986, trois ans et demi après la mort d'Hergé,. La préface annonce : « Ceci (n')est (pas) une aventure de Tintin »,. L'album se présente sous la forme d'une couverture cartonnée renfermant deux cahiers, l'un, en livret, présentant la transcription des dialogues agrémentée de didascalies, l'autre, sous forme de carnet à dessin, le découpage graphique sur quarante-deux planches d'Hergé,,. Le livret de gauche reproduit aussi des éléments de dessins agrandis, remarquables pour la vivacité de leur trait ou leur mouvement. Omettant la révélation de l'identité réelle d'Endaddine Akass et les idées de poursuite de l'intrigue d'Hergé, la première édition achève donc Les Aventures de Tintin sur le suspens de la mise à mort prochaine du héros à la page 42,. À la conférence de presse de présentation de l'album, le 8 octobre 1986, Fanny Remi déclare pourtant publier l'histoire « telle que son auteur nous l'a laissée, sous forme de quarante-deux pages de croquis, annotations et textes ». La quatrième de couverture prétend que l'album présente « l'ensemble des esquisses préparatoires que nous a laissé Hergé ».
Malgré son prix élevé de 200 francs français, Tintin et l'Alph-Art est un succès de librairie, avec 160 000 voire 240 000 exemplaires vendus,. L'ouvrage est considéré comme peu pratique, difficile à manier dans sa lecture. Fanny Remi est surprise par le « succès inattendu » de cette publication, qu'elle destinait « aux passionnés, aux collectionneurs ». Benoît Peeters néanmoins juge que cette présentation de seulement quarante-deux planches ne représente pas « la vérité de Tintin et l'Alph-Art », mais « une interprétation du dossier, un dossier encore embryonnaire tant Hergé pouvait modifier la conduite du récit et les dialogues au moment où il se mettait vraiment à dessiner ». D'ailleurs, le manque délibéré d'informations sur les idées envisagées par Hergé laisse les tintinophiles développer des hypothèses ou théories sur le récit pour compenser, alors qu'ils auraient pu se nourrir des solutions-mêmes laissées par Hergé,. Il faut attendre 1999 pour que Hugues Dayez révèle dans Tintin et les héritiers que les ayants-droit ont sciemment caché la suite de l'intrigue envisagée et l'identité d'Endaddine Akass.

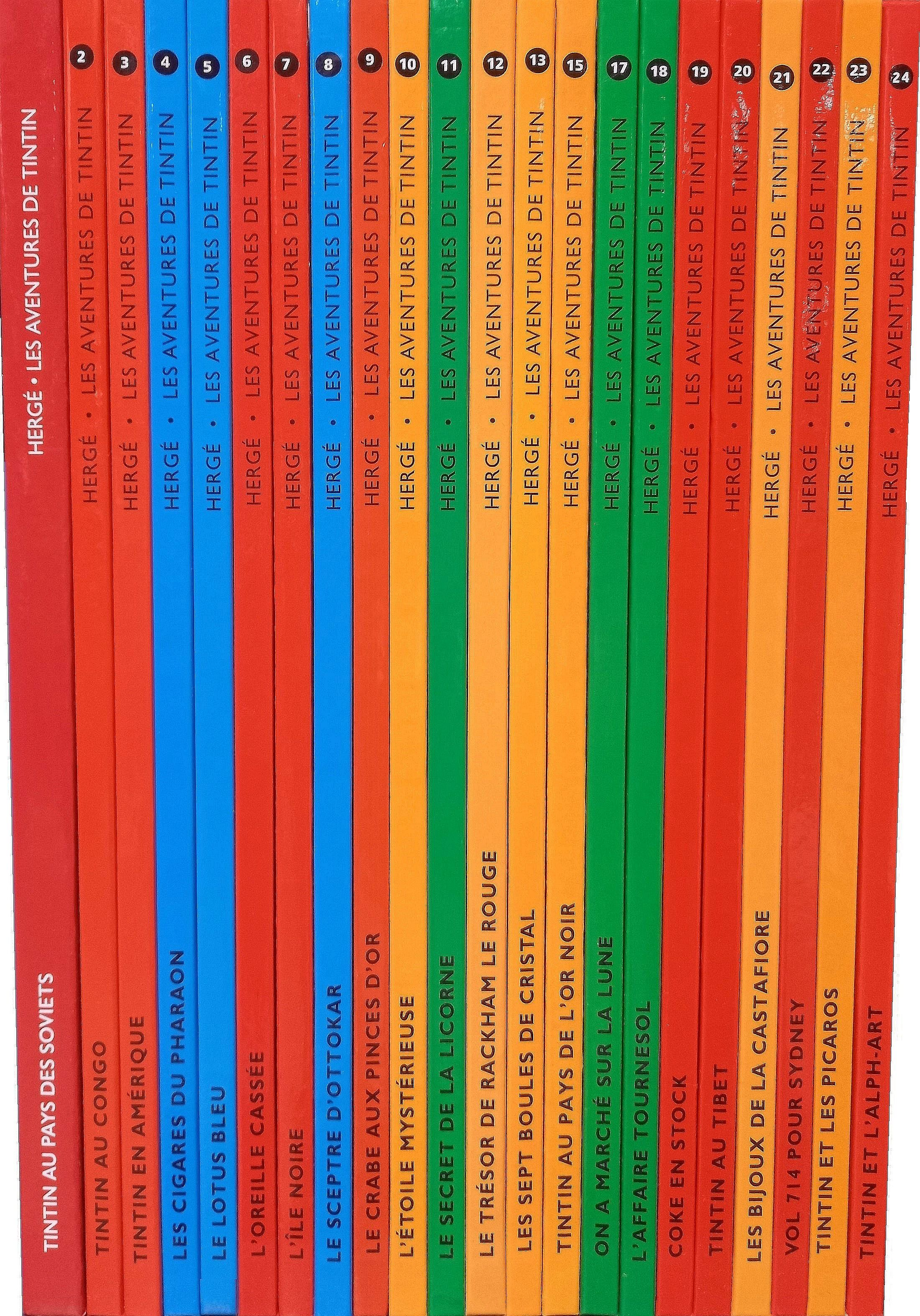
Tintin et l'Alph-Art intégré à la série « classique » des Aventures de Tintin à partir de 2004.

À l'occasion du 75e anniversaire de Tintin, en 2004, Casterman et la fondation Hergé publient une réédition remodelée de Tintin et l'Alph-Art, désormais intégré au reste de la série. Le premier tirage est de 500 000 exemplaires, alors que l'album de 1986 est depuis épuisé. La version de 2004 reprend la forme classique des autres albums, la même pagination et le même prix, plus abordable, avec une mise en page plus lisible. Entretemps, en 1999, lors du 70e anniversaire, Tintin au pays des Soviets avait aussi été réédité sous la même forme que les autres albums. Tintin et l'Alph-Art constitue ainsi le vingt-quatrième album des Aventures de Tintin et est, cette fois-ci, présenté dans la préface comme « la dernière aventure de Tintin ». Cette réédition dévoile enfin certains des éléments cachés en 1986, dans des annexes présentées comme des « Pages retrouvées ». Selon la veuve d'Hergé, la nouvelle édition « est faite pour faciliter la constitution d'un ensemble et montrer au plus grand nombre comment Hergé travaillait vraiment ». Benoît Peeters regrette toujours que n'ait jamais été publiée « une édition scientifique plus complète et plus ouverte, en n'essayant pas de ramener ce paquet de notes à une linéarité narrative ».
La parution de Tintin et l'Alph-Art, puis son intégration à la série « classique » en 2004, laisse Tintin et les Picaros dans une position inconfortable d'avant-dernier album, alors qu'il s'agit de l'ultime achevé par Hergé.

### Accueil critique et public
Pierre Ajame exprime son émotion à la vue de l'œuvre inachevée, « cet émouvant adieu à Tintin » : « [Hergé] est à sa table et soudain il n'y est plus ; et toutes les petites silhouettes griffonnées, silhouettes de gentils et de méchants, sont surprises un pied en l'air, effarées par ce grand vide, stupéfaites que la grosse Mercedes noire des tueurs n'avance plus, que la Castafiore garde son contre-ut au fond de la gorge, que Milou, chargé par Tintin de porter un appel au secours à Haddock, erre dans des limbes où il n'y a plus ni reporter, ni capitaine, où il n'y a même plus de chien. »

### Hommages
En 1989, tous les prix décernés au festival international de la bande dessinée d'Angoulême — jusqu'alors nommés les « Alfred » d'après le pingouin Alfred de Zig et Puce d'Alain Saint-Ogan — sont rebaptisés les « Alph-Art », et le demeurent ainsi jusqu'en 2003,.
En 1998, le festival de la bande dessinée d'Angoulême organise une exposition Hergé et l'Alph-Art, la troisième consacrée au dessinateur après Le Lotus bleu en 1989, et Le Monde de Tintin en 1993,,. Outre les crayonnés et esquisses de l'aventure en gestation, l'exposition présente trois toiles peintes par Hergé dans les années 1960 et trois des quatre portraits d'Hergé réalisés par Andy Warhol en 1977.
En 2016, le musée Hergé organise une exposition intitulée Tonnerre de Brest, d'après l'expression qu'Hergé a empruntée à Marcel Stal pour le capitaine Haddock. L'exposition met en avant la passion d'Hergé pour l'art contemporain, à travers les tableaux qu'il a collectionnés et ceux qu'il a lui-même peints, et présente des esquisses de Tintin et l'Alph-Art, certaines dévoilées pour la première fois.

### Achèvements «pirates», pastiches et parodies
Plusieurs personnes décident d'achever complètement ou partiellement l’album. Certains par pure vénalité, d'autres par passion. Parmi les nombreuses reprises et adaptations, on peut noter celles de « Ramo Nash », Yves Rodier, Régric, l'internaute « Fan2Tintin » et Serge Bouillet. La plus fidèle au style d'Hergé est sans doute la version proposée par Rodier, dont L'Alph-Art est très apprécié des tintinophiles. Bob de Moor lui-même fut impressionné par le travail de ce dessinateur débutant.
Tintin et l'Alph-Art a également fait l'objet d'une parodie littéraire en février 2016, Saint-Tin et l'art fat, écrit par Gordon Zola dans sa série Les Aventures de Saint-Tin et son ami Lou. Si l'auteur se nourrit de l'univers d'Hergé, le scénario de ses aventures s'en différencie complètement.

## Conception
L’album se compose de quarante-deux esquisses dessinées au crayon et au stylo à bille noir et soulignées au feutre de diverses couleurs, principalement en rouge. Les premières, très travaillées, sont certifiées comme pratiquement prêtes pour la mise à l'encre définitive tandis que les suivantes sont à l'état d’ébauche, certaines existant en plusieurs versions possibles par Hergé. Mais cette mise en brouillon n’a pas seulement des défauts. Pour Michael Farr, les esquisses les moins élaborées ont également « le trait d’une vie » et une « électricité », qui permettent de distinguer Hergé des grandes personnalités de la bande dessinée franco-belge. De ce fait, l’album, selon son point de vue, avait la promesse d’être l'un des plus réussis parmi les œuvres des vingt dernières années.

## Analyse de l'œuvre
L’histoire, en elle-même, est beaucoup moins ambitieuse en termes d’aventures que les albums précédents (hormis Les Bijoux de la Castafiore).
Ni coup d’État, ni île engloutie par un volcan en éruption, ni rencontres avec des extraterrestres, mais une simple enquête sur une bande de faussaires réunie dans une villa en Italie. Les scènes d’action sont également réduites : Tintin manque de se faire renverser par une voiture à la page 17, se fait assommer à la page 27, se fait tirer dessus à la page 31, et est poussé violemment dans une cellule à la page 41.
Une autre singularité de l’histoire est le fait que Tintin quitte Moulinsart et la Belgique à la page 38. Il est habituellement beaucoup plus prompt à partir dans des contrées lointaines ou alors il demeure à son domicile pendant tout l’album (Les Bijoux de la Castafiore, Les Sept Boules de cristal, Le Secret de La Licorne). Ces singularités existent, soit par choix de l’auteur de casser les codes de la série (comme il l’avait fait pour Les Bijoux de la Castafiore), soit tout simplement parce qu’il s’agit d’une ébauche d’album.
Le mystérieux chef des faussaires, Endaddine Akass, est présenté au début de l’histoire comme le gourou d'une secte. Cet aspect du personnage est très peu exploité par la suite.

### Un brouillon pour fin desAventures de Tintin
L'album se clôt sur la menace de la mort de Tintin, les cases restantes de la page restant vides,. À la mort d'Hergé en 1983, Les Aventures de Tintin se terminaient sur la dernière case de Tintin et les Picaros, sur le mot « FIN ». Depuis la parution de Tintin et l'Alph-Art, la vie de Tintin se prolonge dans une aventure incomplète et à peine ébauchée. Le dernier album achevé d'Hergé se contente désormais d'une place dans la série que Ludwig Schuurman qualifie de « délicate » et « inconfortable », avant un album posthume inachevé et après un album déroutant, Vol 714 pour Sydney, dont les protagonistes ne se souviennent pas.

« Cette mort putative, terrible, clôt, définitivement cette fois, les Aventures de Tintin. Elle survient cependant au début d'une page blanche, laissant théoriquement au lecteur le choix de poursuivre comme bon lui semble le récit inachevé. Pourtant, cette dernière case esquissée laisse le goût amer de la disparition de l'auteur même. Autant les Bijoux et les Picaros, conçus comme des œuvres terminales, pouvaient-ils renvoyer à la lecture perpétuelle de l'ensemble du cycle de Tintin, autant le chantier de L'Alph-Art rend-il la mort de Hergé plus poignante.

Autant le mot FIN, péremptoire clôture des Picaros, ouvrait-il au rêve et à l'imaginaire, autant l'ultime œuvre restée ouverte ramène-elle à l'inexorable course du temps. »

— Frédéric Soumois, 1987.

### Une aventure centrée sur l'art contemporain
Cet album témoigne de la passion d'Hergé pour l'art contemporain, surtout lors de ses dernières années. Il collectionne notamment des œuvres d'artistes d'Art abstrait et de Pop art. Sauf que, comme l'a spécifié Benoît Peeters, ne traiter que d'art conceptuel menait droit à une impasse. C'est pour cela que cette thématique a été incluse dans une intrigue policière, plus familière aux lecteurs de la série, ce sujet ardu leur étant ainsi plus accessible. Cette immixtion de l'art contemporain dans l'histoire se traduit surtout lors de la visite imprévue du capitaine dans la galerie d'Henri Fourcart. Son nom s'inspire du nom de la galerie de son ami Marcel Stal, Carrefour, dont l'auteur a inversé les deux syllabes. Si le nom du mouvement Alph-Art a été inventé, il rappelle des mouvements artistiques réels, tels que le Lettrisme.
Hergé va jusqu'à se moquer des commentaires mondains sur l'art, comme lorsque la Castafiore s'étonne qu'un « simple marin-pêcheur sans instruction » puisse s’intéresser à l'art et qu'elle dit se sentir meilleure après avoir contemplé une œuvre. Peut-être va-t-il jusqu'à se moquer de lui-même à travers le capitaine, qui s'entiche d'un coup de l'art et achète une œuvre par narcissisme (un « H » comme Haddock), essayant désespérément d'expliquer à son entourage la signification de celle-ci. En effet, l'auteur aussi s'est intéressé sur le tard à l'art contemporain et craignait de passer pour un snob auprès de ses amis,.

### Aspects géographiques
L'histoire demeurant sous forme d'ébauche, le lieu où se trouve la villa d'Endaddine Akass n'est pas déterminé de manière sûre. Lors du coup de fil de la Castafiore à Tintin, elle annonce qu'elle va passer quelques jours chez lui, à Ibiza, île au large de l'Espagne. Pourtant, lorsque le journaliste décide de partir enquêter sur ce mage, il mentionne devant le capitaine ce coup de téléphone, au cours duquel la cantatrice a évoqué l'île d'Ischia, dans la Baie de Naples, en Italie. Ce que confirme la suite des ébauches, puisqu'ils atterrissent à l'Aéroport de Naples, pour se rendre dans un hôtel sur cette île, dont les employés parlent l'italien. Toutefois, il n'est pas sûr que si Hergé avait achevé cette aventure, il aurait confirmé le choix de cette île ou d'une autre pour l'affrontement entre Tintin et Endaddine Akass, l'auteur pouvant toujours modifier son scénario. Détail intéressant, on trouve sur cette île volcanique un mont Époméo, qui porte le nom du paquebot sur lequel Tintin a rencontré Rastapopoulos dans Les Cigares du pharaon.
En plus de ces lieux cités, l'histoire évoque de multiples lieux, fictifs ou réels. Ainsi, dans la galerie de Fourcart, la Castafiore commente les réalisations de Ramo Nash, comme un retour aux sources, aux grottes de  « Castamura » ou de Lascaux. La première est sans doute une déformation involontaire de sa part du nom de grotte d’Altamira, en Espagne. Plus tard, l'émir Ben Kalish Ezab évoque sa volonté d'acheter avec ses pétrodollars de prestigieux monuments européens, tels que le château de Windsor en Angleterre, ainsi que celui de Versailles, la Tour Eiffel (pour en faire un derrick) et « la raffinerie qu'on a récemment construite à Paris et dont on a fait un musée » (Centre Beaubourg) en France.

### Réapparitions de personnages
Cette histoire est une nouvelle fois l'occasion de faire réapparaître des personnages apparus dans de précédents volumes. Ainsi, lors de la cérémonie du mage, Tintin reconnaît parmi les spectateurs Monsieur Sakharine, rencontré dans Le Secret de La Licorne. Puis, dans la villa sur Ischia, une réception réunit parmi les invités Gibbons, dans l'import-export, ainsi que Monsieur Chicklet, dirigeant d'importantes sociétés pétrolières. Ils apparaissent respectivement dans Le Lotus bleu et L'Oreille cassée. Enfin, dans les brouillons d'Hergé, on apprend que celui-ci envisage l'hypothèse de faire réapparaître le docteur Krollspell en directeur d'un laboratoire de brown sugar (« héroïne » en argot américain), trempant dans un trafic de stupéfiants dans une ambassade. Sans doute celle de Sondonésie, où sont reçus les ambassadeurs du Saboulistan (sv), du San Theodoros, de Bordurie et de Syldavie.